# Mont-Saint-Guibert
Mont-Saint-Guibert (en való Mont-Sint-Gubiet) és un municipi belga del Brabant Való a la regió valona. Comprèn les viles de Corbais i Hévillers. Està vorejat pels rius Orne i Thyle. El 2022 tenia 8.081 habitants.